# Guinea portoghese
La Guinea Portoghese (Guiné Portuguesa in portoghese), dal 1951 Provincia d'oltremare della Guinea (Província Ultramarina da Guiné), è stata una colonia dell'Impero portoghese tra il 1446 ed il 10 settembre 1974, data in cui ottenne la definitiva indipendenza come Guinea-Bissau.

## Storia

### La prima colonizzazione
I portoghesi giunsero nell'attuale Guinea-Bissau negli anni quaranta del XV secolo, il più importante navigatore lusitano che sbarcò sulle coste guineane in cerca di oro e schiavi fu Nuno Tristão, che nel 1446 fondò Bissau. Con l'aiuto di alcune tribù locali i portoghesi riuscirono a porre sotto il loro controllo l'attuale fascia costiera bissau-guineana, senza però mai riuscire a penetrare nell'interno. A rendere particolarmente importante quest territorio fu la tratta degli schiavi, che nel XVI secolo raggiunse il suo apice. Furono create apposite fortezze-mercati, come Cacheu per il commercio degli schiavi e venne istituite compagnie apposite, come la Compagnia di Guinea, che controllava il traffico delle navi negriere.
Con l'abolizione della schiavitù nel corso della seconda metà del XIX secolo l'economia della colonia subì una forte crisi. Bissau, fondata nel 1700, divenne capitale della Guinea portoghese. 
La graduale occupazione dei territori africani da parte delle grandi potenze europee determinò inoltre la perdita, da parte del Portogallo, di territori prossimi alla colonia della Guinea dove tradizionalmente aveva esercitato un ruolo significativo sul piano commerciale. Tra questi troviamo i territori dell'attuale Guinea e intorno al fiume Casamance, passati sotto il controllo della Francia. Il Regno Unito cercò inoltre di occupare Bolama, dando vita ad una disputa con il Portogallo che venne risolta a favore di quest'ultimo grazie all'arbitrato del presidente degli Stati Uniti d'America Ulysses S. Grant. Cominciò ad essere colonizzato, seppur molto lentamente e con mille difficoltà, l'interno della regione. Nel 1879 la Guinea Portoghese, che con le isole di Capo Verde formavano un'unica provincia, ottenne un'amministrazione propria.

## Il regime coloniale del XX secolo
A causa dell'abolizione della schiavitù, i portoghesi dovettero espandersi all'interno per poter aumentare le esportazioni di materie prime di cui era ricco l’entroterra. Con l'avvento al potere in Portogallo di António de Oliveira Salazar, il regime coloniale si inasprì maggiormente diventando oppressivo e brutale. Alla vigilia della prima guerra mondiale tutta la Guinea portoghese continentale poteva dirsi conquistata, mentre le isole Bijagos furono sottomesse a Lisbona solamente nel 1936. L'amministrazione centrale portoghese si curò poco di questa colonia, le infrastrutture erano quasi inesistenti mentre le scuole erano presenti in numero minimo. Nel 1941 la capitale venne trasferita da Bolama a Bissau.

### La guerra d'indipendenza
La lotta per l'indipendenza iniziò nel 1956, quando Amílcar Cabral fondò il Partito Africano per l'Indipendenza della Guinea e di Capo Verde, meglio noto con l'acronimo di PAIGC. Nel 1959 uno sciopero dei portuali di Bissau venne soffocato nel sangue dalle autorità portoghesi, ciò spinse verso la lotta armata il PAIGC che nel frattempo aveva riscosso molta popolarità tra la gente. Nel 1961 si registrarono le prime azioni di guerriglia ai danni dell'esercito portoghese, che comunque sul campo schierava 30.000 uomini contro circa 10.000. A vantaggio dei guerriglieri vi era la complicità dei paesi limitrofi, come il Senegal o la Guinea che accoglievano entro i loro confini i miliziani del PAIGC ogni qual volta necessitavano di aiuti.
Nel 1972 Cabral formò a Conakry, la capitale guineana, il governo in esilio della Guinea-Bissau. L'anno seguente il leader del PAIGC venne assassinato in Guinea. In questa data le forze armate portoghesi controllavano parti della costa e i centri abitati più importanti, mentre il PAIGC dominava in tutte le aree dell'interno. Tuttavia la lotta continuò a perseverare e il 24 settembre 1973, nei territori liberati presso la frontiera guineana, venne proclamata l'indipendenza. Con la caduta del regime dittatoriale portoghese la guerra cessò. Venne subito aperto un tavolo di pace tra il nuovo regime portoghese e il PAIGC che portò in breve al riconoscimento dell'indipendenza del piccolo paese africano. Luís Cabral, fratello di Amílcar, venne eletto primo presidente.